# آق‌شاتاو
آق‌شاتاو (به قزاقی: Akshatau) یک منطقهٔ مسکونی در قزاقستان است که در استان آق‌تپه واقع شده‌است. آق‌شاتاو ۷۳ متر بالاتر از سطح دریا واقع شده‌است.